# 惠特兰 (艾奥瓦州)
惠特蘭（英語：Wheatland）是一個位於美國愛荷華州克林頓縣的城市。

## 地理
惠特蘭的座標為41°49′58″N 90°50′22″W / 41.83278°N 90.83944°W，而該地的平均海拔高度為210米（即689英尺）。

## 人口
根據2010年美國人口普查的數據，惠特蘭的面積為1.58平方千米，當中陸地面積為1.58平方千米，而水域面積為0.00平方千米。當地共有人口764人，而人口密度為每平方千米483人。